# Walckenaeria coreana
Walckenaeria coreana är en spindelart som först beskrevs av Paik 1983.  Walckenaeria coreana ingår i släktet Walckenaeria och familjen täckvävarspindlar. Inga underarter finns listade i Catalogue of Life.